# Hardsub
Hardsub è un tipo di sottotitoli per video digitale. Hardsub significa letteralmente "sottotitoli rigidi". Infatti nei video codificati con sottotitoli hardsub, i sottotitoli non si possono nascondere. I sottotitoli sono parte integrante dei fotogrammi del filmato. Per vedere i video con sottotitoli hardsub non è richiesto alcun programma o filtro particolare proprio perché i sottotitoli sono solo immagini naturali nei fotogrammi.
Partendo da un video con dei softsub è possibile ricodificare lo stesso video facendolo diventare hardsub, ma non è possibile fare il contrario.